# Estaqui
Estaqui (grec antic: Στάχυς) va ser un dels setanta deixebles encarregats de difondre el cristianisme primitiu. És venerat com a sant per diverses confessions cristianes.
Va ser el primer bisbe de Bizanci (i, per tant, primer patriarca de Constantinoble), segons la tradició, a partir de l'any 38 i fins al 54. Potser és la mateixa persona que apareix a l'Epístola als Romans i a qui Pau anomena «estimat» (Rom., 16, 9), ja que els escrits apostòlics el fan proper a Pau de Tars. També va estar-se un temps amb Sant Andreu apòstol.
Eusebi de Cesarea, citant Orígenes, diu que Andreu havia predicat a l'Àsia Menor i Escítia, vora la mar Negra, i havia arribat al Volga i Kíev. Andreu va fundar la seu de Bizanci, segons aquesta tradició, i va deixar-hi com a bisbe Estaqui.
La seva festivitat litúrgica és el 31 d'octubre.